# Arthur Housman
Pour les articles homonymes, voir Housman.
Arthur Housman est un acteur américain né le 10 octobre 1889 à New York, et mort le 8 avril 1942 à Los Angeles (Californie). Il commença sa carrière au cinéma muet.

## Filmographie partielle
- 1917 : Red, White and Blue Blood de Charles Brabin
- 1918 : Back to the Woods de George Irving
- 1919 : Le Joyeux Lord Quex (The Gay Lord Quex) de Harry Beaumont
- 1920 : La Gamine (The Flapper) d'Alan Crosland
- 1921 : Room and Board de Alan Crosland
- 1922 : Shadows of the Sea de Alan Crosland
- 1922 : Why Announce Your Marriage? de Alan Crosland
- 1923 : Sous la robe rouge (Under the Red Robe) d'Alan Crosland
- 1924 : Tricheuse (Manhandled) d'Allan Dwan
- 1925 : Le Prix d'une folie (The Coast of Folly) de Allan Dwan
- 1925 : Le Démon de minuit (Night Life of New York)  de Allan Dwan
- 1925 : La Saltimbanque (Thunder Mountain) de Victor Schertzinger
- 1925 : La Barrière des races (Braveheart) d'Alan Hale Sr.
- 1926 : L'Oiseau de nuit (The Bat) de Roland West
- 1926 : The Midnight Kiss d'Irving Cummings
- 1926 : Le Diable par la queue (Early to Wed) de Frank Borzage
- 1926 : Bertha, the Sewing Machine Girl d'Irving Cummings
- 1927 : L'Aurore (Sunrise) de Friedrich Wilhelm Murnau
- 1927 : Rough House Rosie de Frank R. Strayer
- 1927 : The Spotlight  de Frank Tuttle
- 1928 : Le Fou chantant (The Singing Fool) de Lloyd Bacon
- 1928 : Les Fautes d'un père (Sins of the Fathers) de Ludwig Berger
- 1928 : Deux Honnêtes Fripouilles (Partners in Crime) de Frank R. Strayer
- 1928 : Ce bon monsieur Hunter (Fools for Luck) de Charles Reisner
- 1929 : Le Dernier Voyage (Side Street) de Malcolm St. Clair
- 1929 : Song of Love d'Erle C. Kenton
- 1929 : Chimères (Fast Company) d'A. Edward Sutherland
- 1930 : À la hauteur (Feet First) de Clyde Bruckman
- 1932 : Les Deux Vagabonds (Scram!) de Ray McCarey
- 1932 : Silence, on tourne ! (Movie Crazy) de Clyde Bruckman et Harold Lloyd
- 1933 : Lady Lou (She Done Him Wrong) de Lowell Sherman
- 1934 : La Veuve joyeuse (The Merry Widow) d'Ernst Lubitsch
- 1934 : Le Bateau hanté (The Live Ghost) de Charley Rogers
- 1934 : La Grande-Duchesse et le Garçon d'étage (Here Is My Heart) de Frank Tuttle
- 1935 : Les Rois de la gaffe (The Fixer Uppers) de Charley Rogers
- 1935 : Paris in Spring de Lewis Milestone
- 1935 : Spring Tonic de Clyde Bruckman
- 1936 : La Loi du plus fort (Riffraff) de J. Walter Ruben
- 1936 : Show Boat de James Whale
- 1936 : C'est donc ton frère (Our Relations) de Harry Lachman
- 1936 : Nick, gentleman détective (After the Thin Man) de W. S. Van Dyke
- 1939 : Laurel et Hardy conscrits (The Flying Deuces) d'A. Edward Sutherland
- 1940 : Ville conquise (City for Conquest) d'Anatole Litvak
- 1940 : Chercheurs d'or (Go West) d'Edward Buzzell